# Сурков, Алексей Александрович
Алексе́й Алекса́ндрович Сурко́в (1 (13) октября 1899, д. Середнево, Рыбинский уезд, Ярославская губерния, Российская империя — 14 июня 1983, Москва, СССР) — русский советский поэт и литературный критик, общественный деятель; педагог, журналист, военный корреспондент. Герой Социалистического Труда (1969). Лауреат двух Сталинских премий (1946, 1951). Батальонный комиссар (1941).

## Биография
Алексей Александрович Сурков родился 1 (13) октября 1899 год в деревне Середнево Георгиевской волости Рыбинского уезда Ярославской губернии (ныне Рыбинского района Ярославской области) в крестьянской семье, его предки были крепостными дворян Михалковых. Учился в Середневской школе. С 12 лет служил «в людях» в Санкт-Петербурге: работал учеником в мебельном магазине, в столярных мастерских, в типографии, в конторе и весовщиком в Петроградском торговом порту. Первые стихи опубликовал в 1918 году в петроградской «Красной газете» под псевдонимом А. Гутуевский.

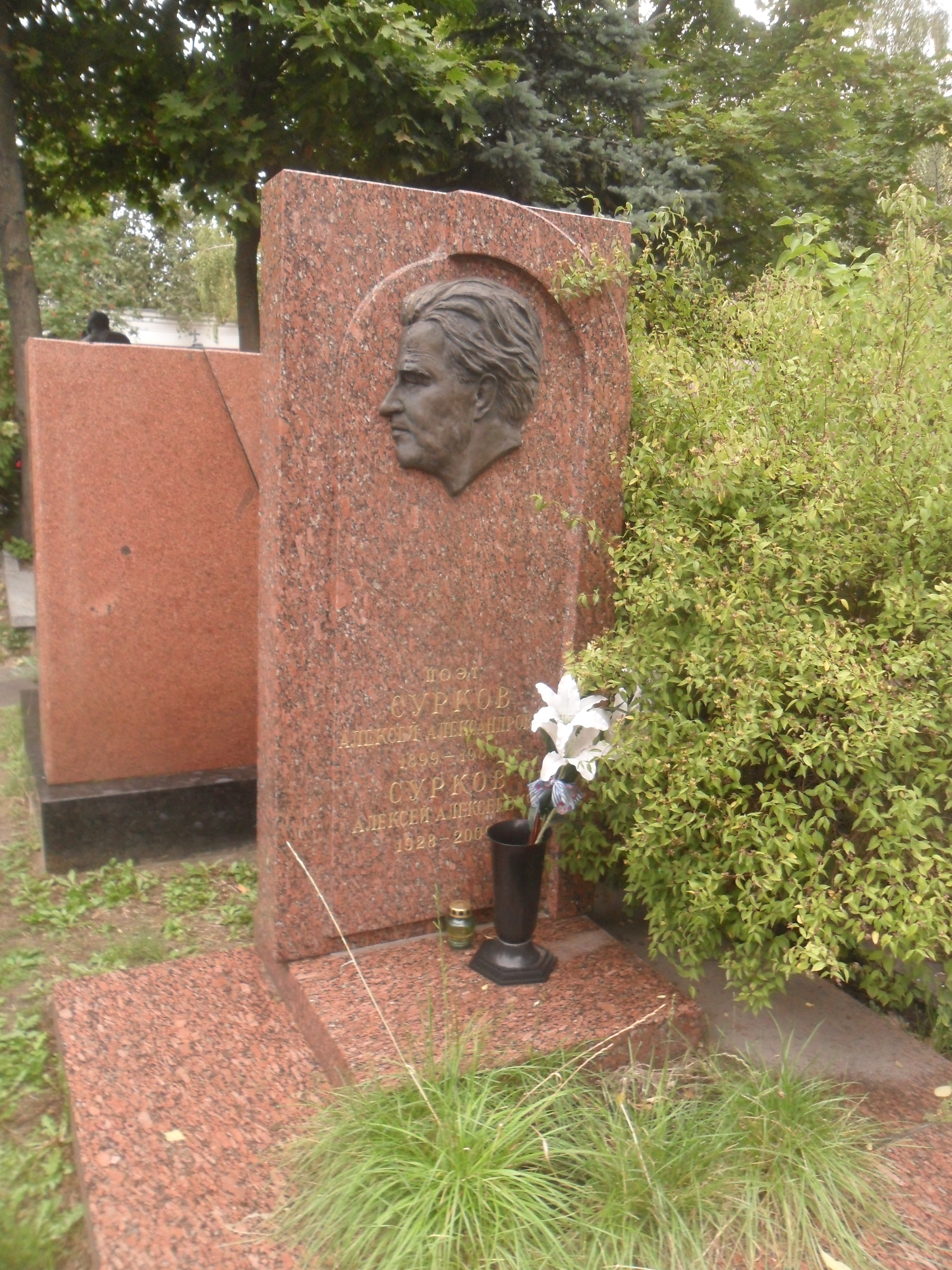
Могила Суркова

В 1918 году добровольцем ушел в РККА, участник Гражданской войны и Польского похода. Служил до 1922 года пулемётчиком, конным разведчиком; участвовал в боях на Северо-Западном фронте и против повстанцев А. С. Антонова.
По окончании гражданской войны вернулся в родную деревню. В 1922—1924 годах работал избачом — работником избы-читальни в соседнем селе Волково, секретарём волисполкома, политпросветорганизатором, селькором в уездной газете. В 1924 году его стихи опубликовала газета «Правда». Член ВКП(б) с 1925 года. 11 октября 1925 года был делегатом I Губернского съезда пролетарских писателей. В 1924—1926 годах первый секретарь Рыбинской организации комсомола. С 1925 года селькор только что созданной губернской газеты «Северный комсомолец», а в 1926—1928 годах — её главный редактор. При нём газета увеличила тираж в два раза, стала выходить дважды в неделю вместо одного, к работе активно привлекались юнкоры, по его инициативе появилась рубрика «Литературный уголок», в которой помещались стихи и рассказы читателей, при редакции была создана литературная группа.
В мае 1928 года Сурков делегирован на I Всесоюзный съезд пролетарских писателей, после которого остался работать в Москве. В 1928 году был избран в руководство Российской ассоциации пролетарских писателей (РАПП). В 1931—1934 годах учился на факультете литературы в Институте красной профессуры, по окончании которого защитил диссертацию.
В 1934—1939 годах преподавал в Редакционно-издательском институте и Литературном институте Союза писателей СССР; был заместителем редактора журнала «Литературная учёба», где работал под непосредственным руководством М. Горького. В журнале выступал в качестве критика и редактора. Автор ряда статей по вопросам поэзии и статей о песне (преимущественно оборонной). Участвовал в создании и дальнейшей деятельности Литературного объединения Красной Армии и Флота (ЛОКАФ). В 1930-х годах вышли сборники его стихов «Запев», «Последняя война», «Родина мужественных», «Путём песни» и «Так мы росли». Женился на Софье Антоновне Кревс, которую встретил в литературных кругах; появились дочь Наталья и сын.
Принимал участие в походе в Западную Белоруссию и в Финской кампании. В последней был сотрудником армейской газеты «Героический поход»; вернувшись выпустил посвящённый этой войне «Декабрьский дневник». В 1940—1941 годах работал главным редактором журнала «Новый мир». Песни на стихи Суркова звучат в фильме Александра Роу «Конёк-горбунок» (1941).
В 1941—1945 годах Сурков был военным корреспондентом фронтовой газеты «Красноармейская правда» и спецкором газеты «Красная звезда», также работал в газете «Боевой натиск». Участвовал в обороне Москвы, воевал в Белоруссии. 27 ноября 1941 года под Истрой Сурков попал в окружение на командном пункте. Когда он смог всё-таки выбраться из землянки и добраться до своих, то вся его шинель оказалась посечённой осколками. Тогда он сказал: «Дальше штаба полка не сделал ни шага. Ни единого… А до смерти — четыре шага»; после этого оставалось только дописать: «До тебя мне дойти нелегко…» Вернувшись в Москву, он написал своё знаменитое стихотворение «В землянке» (вскоре ставшее песней) и отослал его текст жене (которая тогда вместе с дочерью находилась в эвакуации в городе Чистополь) в солдатском письме-треугольнике.
Автор текстов известных патриотических песен «Песня смелых» (музыка В. А. Белого, 1941), «В землянке» («Бьётся в тесной печурке огонь…»; музыка К. Я. Листова, 1941), «Песня защитников Москвы» (музыка Б. А. Мокроусова, 1942), «Ни шагу назад» (музыка Т. А. Кулиева, 1942) и других. За годы войны издал сборники стихов «Декабрь под Москвой», «Дороги ведут на Запад», «Солдатское сердце», «Наступление», «Стихи о ненависти», «Песни гневного сердца» и «Россия карающая». По результатам командировки издал в 1944 году книгу очерков «Огни Большого Урала. Письма о советском тыле». В том же году участвовал в обсуждении проекта нового Гимна СССР. В 1944—1946 годах ответственный редактор «Литературной газеты». В июне 1945 года посетил Берлин, Лейпциг и Радебойль, а затем Веймар; по материалам поездки написал сборник стихов «Я пою Победу». Окончил войну в звании подполковника (1943).
В 1945—1953 годах ответственный редактор журнала «Огонёк». С 1962 года главный редактор «Краткой литературной энциклопедии». Член редколлегии «Библиотеки поэта». Выпустил полтора десятка поэтических сборников.
Член Центральной ревизионной комиссии КПСС (1952—1956), кандидат в члены ЦК КПСС (1956—1966). Депутат ВС СССР (с 1954 года) и ВС РСФСР. Член ВСМ. С 1949 года заместитель генерального секретаря, в 1953—1959 годах — первый секретарь СП СССР.

В 6-й гв. омсбр Сурков А. А. с бригадным оркестром. 1981

В 1947 году опубликовал статью «О поэзии Пастернака», направленную против поэта. «Это был злой, хитрый, опасный человек, типичный аппаратчик», — характеризует Суркова в своих воспоминаниях переводчица Л. З. Лунгина. Сурков был одним из подписавших Письмо группы советских писателей в редакцию газеты «Правда» 31 августа 1973 года о Солженицыне и Сахарове.
В то же время помогал Надежде Яковлевне Мандельштам, по просьбе Анны Ахматовой оказывал помощь поэту Иосифу Бродскому. По воспоминаниям К. Симонова, связанным с периодом «дела врачей», «Сурков глубоко, органически презирал и ненавидел и антисемитизм как явление, и антисемитов как его персональных носителей, не скрывал этого и в своем резком отпоре всему, с этим связанному, был последовательнее и смелее меня и Фадеева».
Алексею Суркову посвящено одно из самых знаменитых и самых проникновенных стихотворений Великой Отечественной войны «Ты помнишь, Алёша, дороги Смоленщины», написанное Константином Симоновым в 1941 году.
А. А. Сурков умер 14 июня 1983 года. Похоронен в Москве на Новодевичьем кладбище (участок № 10).

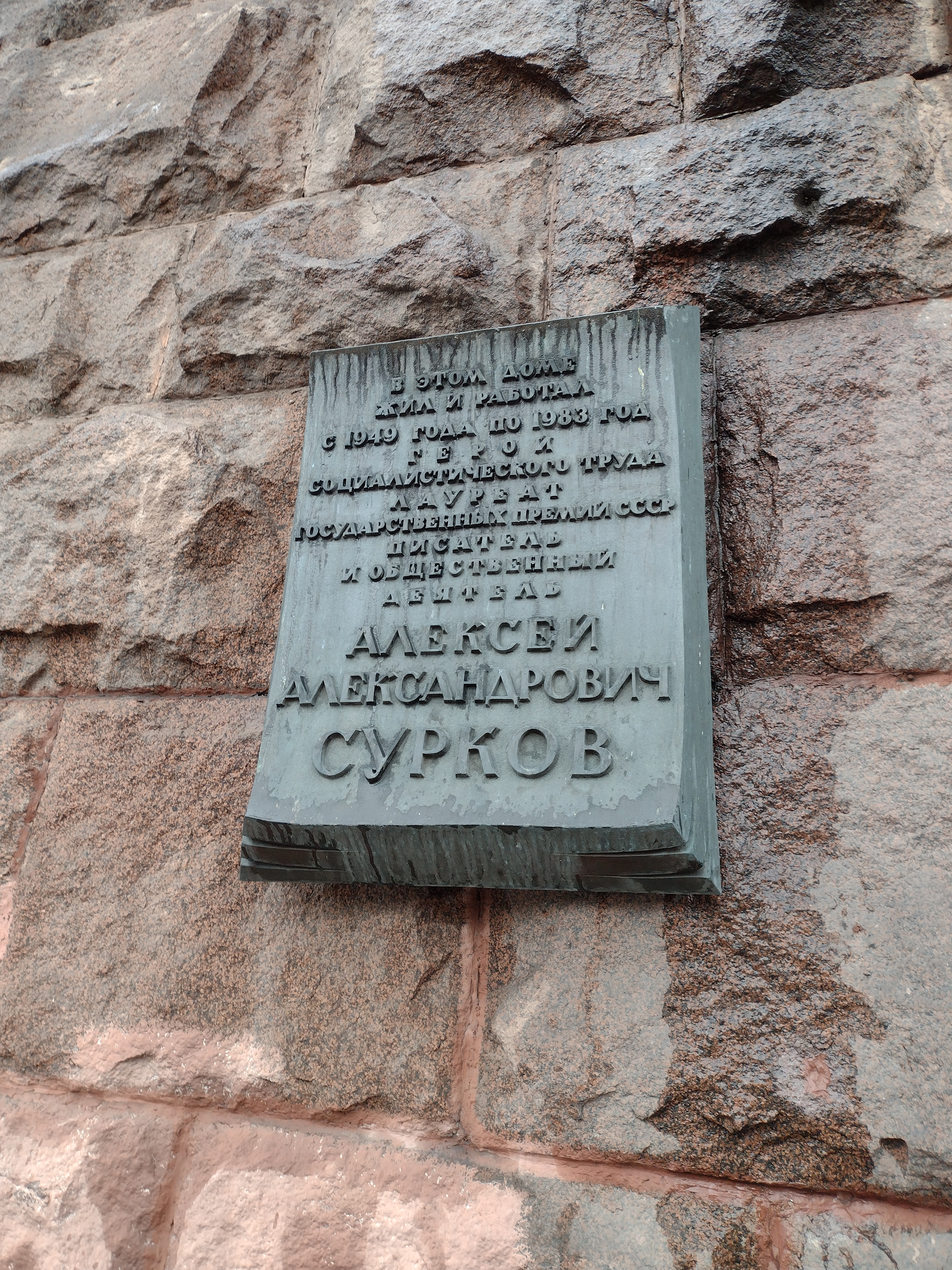
Доска при московском доме Суркова

## Семья
Жена — Софья Антоновна Кревс, латышка; согласно воспоминаниям писательницы Натальи Соколовой, «дочь петербургского садовника, который служил у какого-то князя. Соня с достоинством несла бремя жены советского вельможи <…>. „Сурков устал“ (напоминая, что гостям надо уйти). „Суркову пора работать“. „Суркову надо поспать после обеда“. Сурков неизменно подчинялся. Соня была членом партии, и на моей памяти никогда не работала. Однажды, по словам Сони, её вызвали в партком и спросили о её <партийных> обязанностях, <в ответ>: „А забота о Суркове? А удобства Суркова?“».
Дочь Наталья Суркова (1938—2018).
Внучка Александра (род. 1995).

## Творчество
Печатался с 1918 года. Первые стихотворения А. А. Суркова были напечатаны в петроградской «Красной газете». Первая книга стихов «Запев» вышла в Москве в 1930 году. Автор стихов, ставших народными песнями, таких, как «Чапаевская», «То не тучи, грозовые облака», «Рано-раненько», «На просторах Родины чудесной», «Бьётся в тесной печурке огонь…» («В землянке»), «Конармейская», «Песня смелых», «Марш защитников Москвы».
Издал сборники «Ровесники» (1934), «Стихи» (1931), «На подступах к песне» (1931), «Наступление» (1932), «Последняя война» (1933), «Родина мужественных» (1935), «Путём песни» (1936), «Солдаты Октября», «Так мы росли» (1938), «Это было на севере» (1940), «Декабрь под Москвой» (1942), «Большая война» (1942), «Наступление» (1943), «Солдатское сердце» (1943), «Фронтовая тетрадь», «Россия карающая» (1944), «Сердце мира», «Дорога к победе», «Избранные стихи», «Миру — мир!» (1950), «Восток и Запад» (1957), «Песни о человечестве» (1961), «Что такое счастье?» (1969), «После войны. Стихи 1945—1970 годов» (1972). Вышли его «Избранные стихи» в 2 томах (Москва, 1974) и «Собрание сочинений» в 4 томах (Москва, 1965—1966).
Стихи поэта отмечены политической остротой, проникнуты чувством советского патриотизма; они переведены на десятки языков. Кроме стихов А. А. Сурков писал критические статьи, очерки и публицистику. Опубликовал сборник статей и выступлений по вопросам литературы «Голоса времени» (1962). Переводил стихи Мао Цзэдуна, Николаса Гильена, Янки Купалы, Тараса Шевченко, Ивана Франко, Христо Ботева, Отона Жупанича и других поэтов.
Как полагал Вольфганг Казак,
Некоторые из стихотворений Суркова, проникнутые ненавистью, гневом и болью, с их естественностью, доходчивостью и мужественностью, выгодно отличаются от общей массы тогдашних произведений с их пустой патетикой.

## Произведения

### Книги

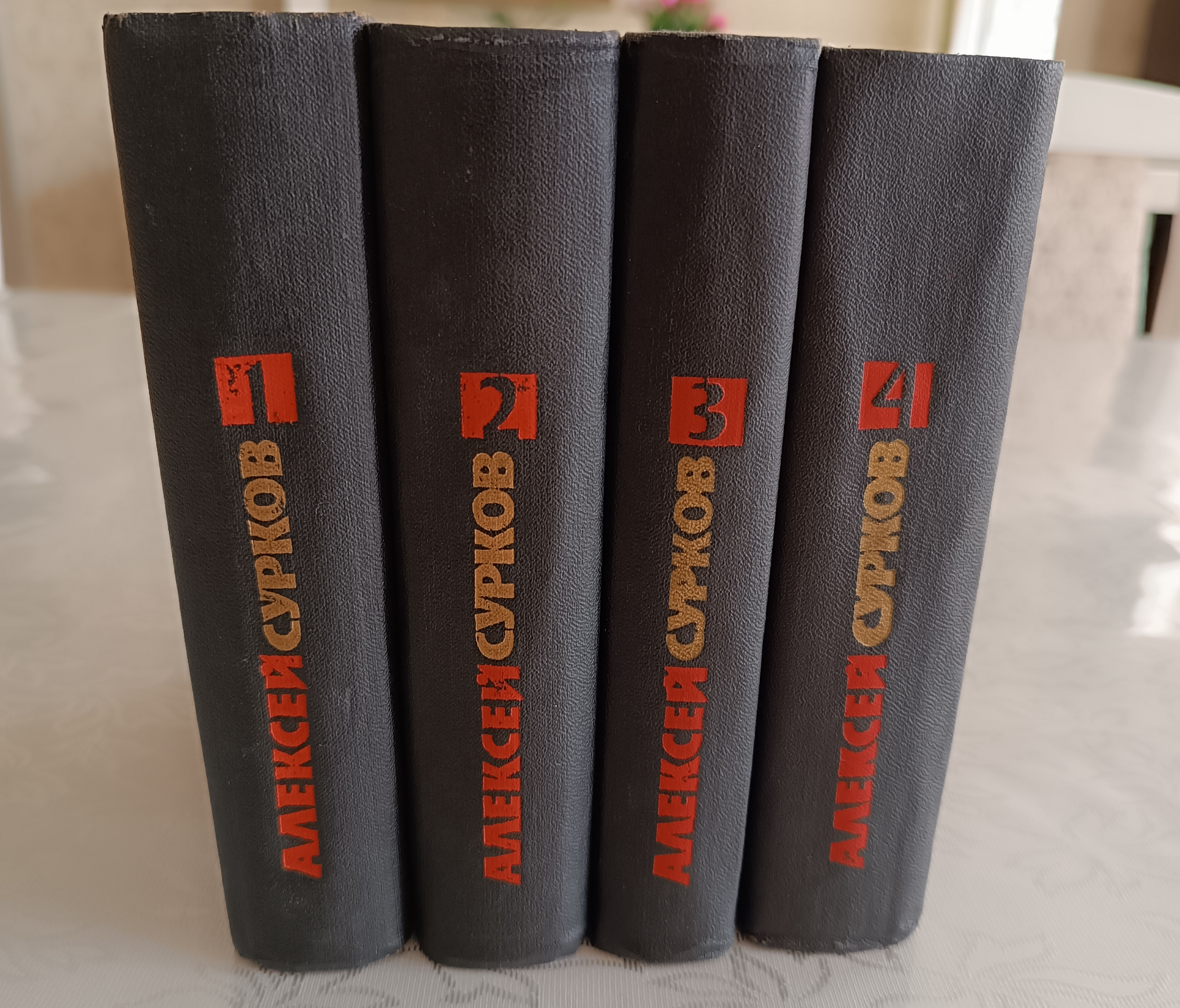
А. А. Сурков. Четырёхтомное собрание сочинений. М.: Худлит, 1978—1980.

- Запев. Книга стихов (1925—1929). — М., 1930.
- Стихи (1931).
- На подступах к песне (1931).
- Наступление (1932).
- Последняя война. — М.: ГИХЛ, 1933. — 110 с.
- Ровесники. — М., 1934.
- Родина мужественных. — М., 1935.
- Путём песни (1936).
- Солдаты Октября (1938).
- Так мы росли. — М., 1940.
- Это было на севере (1940).
- Фронтовая тетрадь. — М.: Молодая гвардия, 1941.
- Декабрь под Москвой. Фронтовые стихи. Июнь — декабрь 1941 г. — М., 1942.
- Большая война (1942).
- Дороги ведут на запад (1942).
- Солдатское сердце (1943).
- Наступление (1943).
- Три тетради. Военная лирика 1939—1942. — М., 1943, 127 с.
- Россия карающая (1944).
- Песни гневного сердца. — Ярославль, 1944.
- Огни Большого Урала: Письма о советском тыле. — М., 1944 (сборник очерков).
- Я пою победу (1946).
- Сердце мира (1950).
- Дорога к победе (1950).
- Избранные стихи (1950).
- Миру — мир! Стихи. — М., 1953.
- Избранные стихи и песни. — М.: Гос. изд-во культ. просвет. литературы, 1953.
- Сочинения: В 2 т. — М.: ГИХЛ, 1954. — Т. 1: Стихотворения, песни, переводы; Т. 2: Стихотворения.
- Избранное: стихи, поэмы, песни. — М.: Советский писатель, 1956.
- Восток и Запад (1949—1957 гг.). Стихи. — М., 1957.
- На белом свете. Стихи. — М., 1957.
- Стихи и песни (Библиотека советской поэзии). М.: ГИХЛ, 1957
- Песни о человечестве (1961).
- Смелого пуля боится. Стихи и песни. — М., 1964.
- Голоса времени. Заметки на полях истории литературы. 1934—1965. — М., 1965.
- Собрание сочинений в 4 томах, — М., 1965—1966.
- Пою моё Отечество. Избранные произведения советской поэзии. — М., 1967.
- Что такое счастье? Стихи последних лет. — М., 1969.
- После войны. Стихи 1945—1970 гг. — М., 1972.
- Избранные стихи, в 2 томах, М., — 1974.
- Собрание сочинений: В 4-х т. [вступит. ст. А. Туркова]. — М.: Художественная литература, 1978—1980.
- Стихи времени. Стихотворения. Маленькие поэмы. Песни. — М., 1983.

## Награды и премии
- Сталинская премия первой степени (1946) — за общеизвестные стихи и песни «Песня смелых», «За нашей спиною Москва», «Песня о солдатской матери», «Победа», «Песня защитников Москвы», «Бьётся в тесной печурке огонь…» («В землянке»), «В смертном ознобе…»
- Сталинская премия второй степени (1951) — за сборник стихов «Миру — мир !» (1950)
- Герой Социалистического Труда (1969)
- четыре ордена Ленина (31.01.1950; 13.10.1959; 28.10.1967; 14.10.1969)
- орден Октябрьской Революции (12.10.1979)
- орден Красного Знамени (23.09.1945)
- два ордена Красной Звезды (21.05.1940; 22.02.1942, был представлен к ордену Красного Знамени)
- орден «Знак Почёта» (31.01.1939)
- медали
- орден «Кирилл и Мефодий» (Болгария)
- Золотая медаль имени Александра Фадеева (1972)
- Международная Ботевская премия (1976)
- Почётный гражданин Рыбинска (1976)[12]

## Память
- Его именем были названы четырёхпалубный речной теплоход, улицы в Рыбинске и Ярославле[3].

## Архив
В Российском государственном архиве литературы и искусства хранится личный фонд А. А. Суркова, в его составе 920 единиц хранения за 1922−1985 годы.
Здесь находится множество фотографий, статей (включая общественно-политические), очерков, выступлений Алексея Александровича о творчестве А. А. Ахматовой, В. В. Маяковского, Н. А. Некрасова и многих других. Биографические материалы фонда связаны с деятельностью поэта в Союзе советских писателей, а также с его работой в Обществе дружбы «СССР − Великобритания», в Советском Комитете защиты мира и др.
Очень полно в фонде отражена переписка Суркова. Среди собеседников поэта встречаются не только многочисленные деятели культуры и науки (А. А. Вознесенский, Л. Н. Гумилев, В. П. Катаев, С. Я. Маршак, А. П. Гайдар, М. М. Зощенко, М. В. Исаковский, О. Э. Мандельштам и другие), но и первые лица СССР — А. М. Василевский, А. И. Микоян, Н. В. Подгорный.